# Vladimir Tkatsjenko
Vladimir Petrovitsj Tkatsjenko (Russisch: Владимир Петрович Ткаченко) (Sotsji, Kraj Krasnodar), 20 september 1957) is een voormalig professioneel basketbalspeler die uitkwam voor het basketbalteam van de Sovjet-Unie.

## Carrière
Tkatsjenko begon bij Stroitel Kiev in 1974, toen hij zestien jaar oud was. Hij bleef bij Stroitel tot 1982. In 1982 stapte hij over naar CSKA Moskou. Hij bleef daar spelen tot 1990. In 1990 speelde Tkatsjenko nog een jaar bij CB Guadalajara in Spanje. Van 1974 tot 1989 speelde Tkatsjenko voor de nationale ploeg van de Sovjet-Unie.
Tkatsjenko won twee medailles op de Olympische Spelen en drie op de Wereldkampioenschappen met het basketbalteam van de Sovjet-Unie. Zijn carrière duurde zestien jaar. Hij kreeg de onderscheiding Meester in de sport van de Sovjet-Unie (1979). Hij won individuele prijzen als Euroscar European Player of the Year en de Mister Europa Player of the Year in 1979. Ook kreeg hij het Ereteken van de Sovjet-Unie. Hij kreeg een plaats in de FIBA Hall of Fame in 2015.

## Erelijst
- Landskampioen Sovjet-Unie: 4
  - Winnaar: 1983, 1984, 1988, 1990
  - Tweede: 1977, 1979, 1981, 1982, 1985, 1986, 1987
  - Derde: 1989
- Olympische Spelen:
  - Brons: 1976, 1980
- Wereldkampioenschap: 1
  - Goud: 1982
  - Zilver: 1978, 1986
- Europees Kampioenschap: 3
  - Goud: 1979, 1981, 1985
  - Zilver: 1977, 1987
- Vriendschapsspelen: 1
  - Goud: 1984